# Conrad Wilbrandt
Conrad Wilbrandt, auch Konrad Wilbrandt (* 9. Dezember 1832 in Rostock; † 29. Juni 1921 ebenda) war Schriftsteller, Landwirt und Mitglied des Deutschen Reichstags.

## Leben
Wilbrandt besuchte die Große Stadtschule Rostock. Danach war er in verschiedenen Landwirtschaftsbetrieben tätig und pachtete 1865 das der Stadt Malchin gehörige Gut Pisede mit einem Ziegeleibetrieb. Er redigierte von 1882 bis 1886 die „Landwirthschaftlichen Annalen des Mecklenburgischen Patriotischen Vereins“ und verfasste verschiedene kleine Abhandlungen land- und volkswirtschaftlichen Inhalts, wie „Das Sinken der Preise unter der Herrschaft der Schutzzollpolitik,“ 1887 und ein bekannteres literarisches Werk „Des Herrn Friedrich Ost Erlebnisse in der Welt Bellamys,“ 1891.
Von März 1885 bis 1887 und von April 1892 bis 1893 war er Mitglied des Deutschen Reichstags für den Reichstagswahlkreis Großherzogtum Mecklenburg-Schwerin 4 (Malchin-Waren) und dann für den Wahlkreis Mecklenburg-Strelitz und die Deutsche Freisinnige Partei.